# Liste von Bergen und Erhebungen in Russland

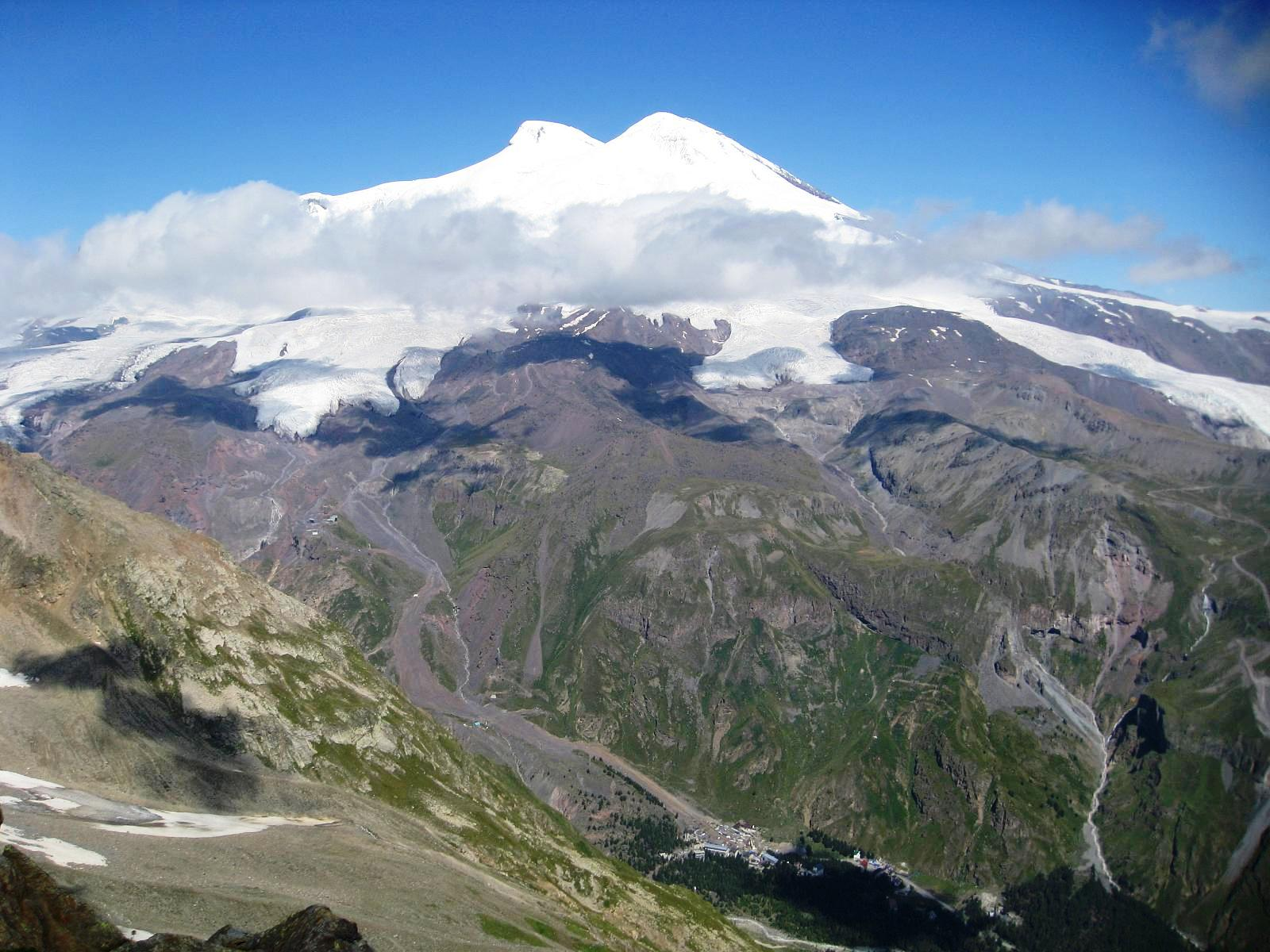
Der Elbrus, höchster Berg Russlands

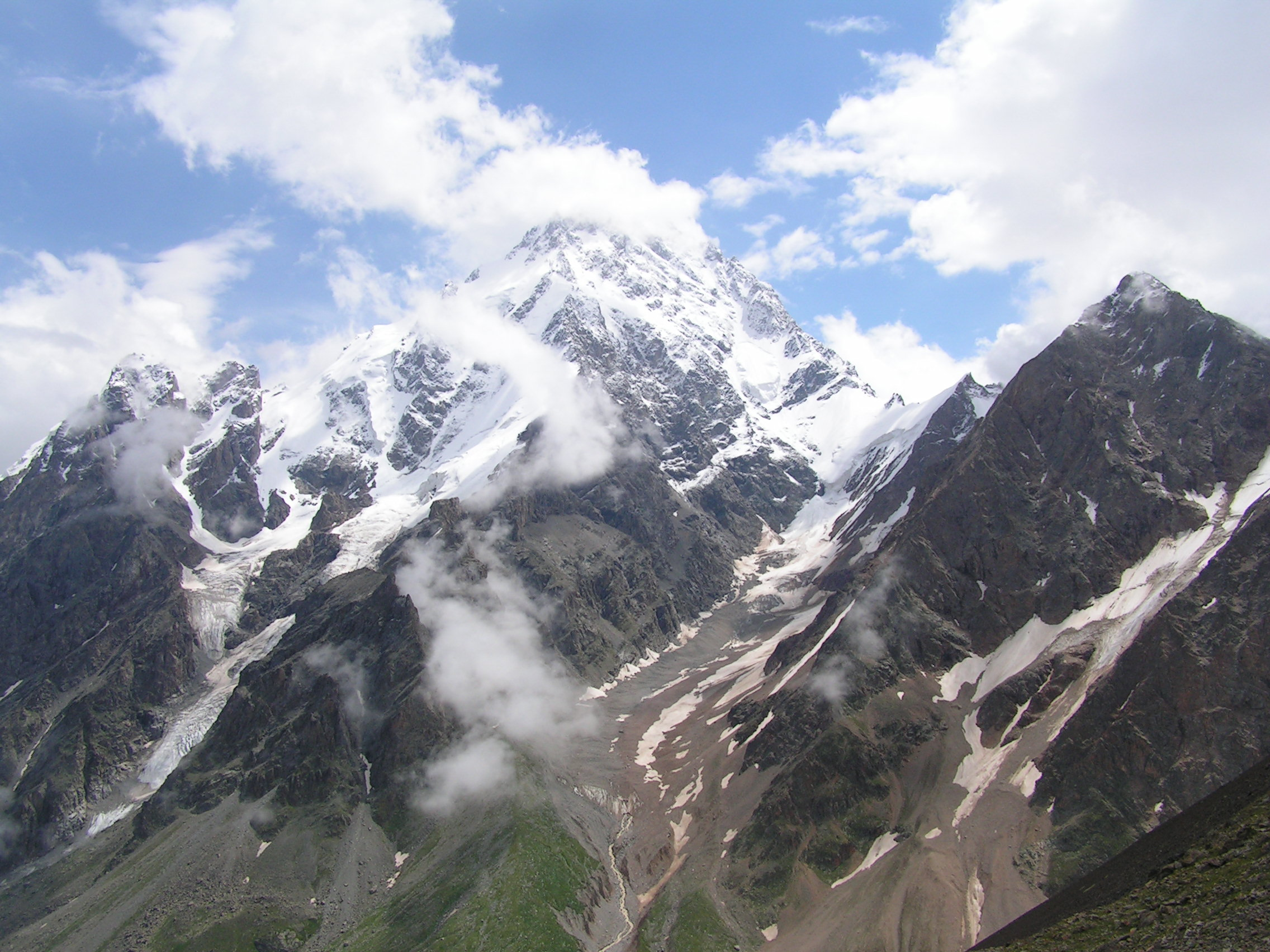
Der Dychtau, zweithöchster Berg Russlands

Dies ist eine Auflistung der höchsten Berge Russlands.
Die höchsten Berge Russlands befinden sich größtenteils im Großen Kaukasus, dem Grenzgebirge zwischen Europa und Asien. Der höchste Berg Russlands ist der Elbrus, dessen Zuordnung zu Europa umstritten ist. Weitere der höchsten Berge Russlands liegen auf Kamtschatka und im Altai-Gebirge.
| Name des Berges       | russischer Name  | Höhe   | Gebirge/Lage                  |
| --------------------- | ---------------- | ------ | ----------------------------- |
| Elbrus                | Эльбрус          | 5642 m | Großer Kaukasus               |
| Dychtau               | Дыхтау           | 5204 m | Großer Kaukasus               |
| Schchara              | Шхара            | 5202 m | Großer Kaukasus               |
| Koschtantau           | Коштан-тау       | 5151 m | Großer Kaukasus               |
| Pik Puschkina         | Пик Пушкина      | 5108 m | Großer Kaukasus               |
| Dschangi-Tau          | Джанги-тау       | 5051 m | Großer Kaukasus               |
| Kasbek                | Казбек           | 5033 m | Großer Kaukasus               |
| Mischirgi (Mizhrgi)   | Мижирги          | 5025 m | Großer Kaukasus               |
| Katyn-Tau             | Катын-тау        | 4979 m | Großer Kaukasus               |
| Schota Rustaweli      | Шота Руставели   | 4860 m | Großer Kaukasus               |
| Gestola               | Гестола          | 4860 m | Großer Kaukasus               |
| Dschimara             | Джимара          | 4780 m | Großer Kaukasus               |
| Kljutschewskaja Sopka | Ключевская сопка | 4750 m | Kamtschatka                   |
| Belucha               | Белуха           | 4506 m | Katun-Kamm (Russischer Altai) |